# Hallands konstmuseum
Hallands Konstmuseum je regionální muzeum umění ve švédském městě Halmstad. Muzeum má sbírky švédského umění 20. století, domácí malby, lidového umění a archeologie.

## Sbírky
Umělecké sbírky čítají přibližně 2 000 děl a jsou tvořeny díly řady umělců, kteří byli s Hallandem spjati. Patří mezi ně členové skupiny Halmstad Group, Torsten Billman, Edvin Öhrström, Olle Bærtling, Olle Ängkvist, Sven X:et Erixson, Roj Friberg, Gösta Adrian-Nilsson (GAN), Severin Nilsson, Thea Ekström a Lotta Antonsson.
Prostřednictvím nadačního fondu Svey Larsonové disponuje muzeum přibližně dvěma miliony korun ročně, aby, jak je uvedeno v závěti Svey Larsonové, "podporovalo umění a řemesla hallandského původu získáváním takových děl".

## Historie
Hallandské muzeum umění má své počátky v Hallandském muzejním spolku z roku 1886. Na konci 20. let 20. století získalo muzeum svého prvního zaměstnance, když byl Erik Salvén jmenován do funkce ředitele muzea. Stal se tak také prvním hallandským národním antikvářem. První výstavní místnost získalo muzeum v přístavu Norre v Halmstadu v roce 1899. Později spolek koupil dům Kirsten Munkové v Halmstadu s úmyslem zřídit v něm muzeum. Než se tak stalo, bylo rozhodnuto postavit novou budovu muzea kousek od centra města, vedle školy na Tollsgatan.
V roce 1979 převzala Hallandské muzeum od muzejního spolku Nadace muzeí Hallandského kraje, Halmstad a Varberg. Muzeum bylo tehdy pojmenováno Muzeum v Halmstadu. Totéž se týkalo i muzea ve Varbergu, jehož správu předal Varberskému muzejnímu spolku. Na založení se podílela obec Halmstad, obec Varberg, rada okresu Halland a muzejní spolky v Halmstadu a Varbergu. V roce 2000 se tato nadace rozdělila na tři subjekty: neziskové sdružení Länsmuseet Varberg, neziskové sdružení Länsmuseet Halmstad a Kulturmiljö Halland. Muzeum v Halmstadu se tehdy jmenovalo Länsmuseet Halmstad.

## Organizace
Od 1. ledna 2011 se Länsmuseet Halmstad přejmenovalo na Hallands Konstmuseum. V roce 2011 byla organizace v souladu s kulturním šetřením regionu Halland z roku 2008 reorganizována na Nadaci muzeí okresu Halland. Länsmuseet Halmstad bylo přejmenováno na muzeum umění a Länsmuseet Varberg na muzeum kulturní historie. Muzea byla organizována jako společnosti s ručením omezeným pod Regionem Halland, který byl polovičním vlastníkem spolu s příslušnou domovskou obcí. Od přelomu let 2015/2016 je Hallandské muzeum umění spolu s Hallandským muzeem kulturní historie a Kulturmiljö Halland reorganizováno pod Nadaci hallandských okresních muzeí.

## Budova
Budova muzea na náměstí Tollsgatan na břehu řeky Nissan byla postavena v roce 1933 podle plánů Ragnara Hjortha.V říjnu 2016 byla uzavřena kvůli rozsáhlé rekonstrukci a rozšíření na stejném místě. Muzeum bylo znovu otevřeno 26. října 2019.

## Umění v Hallandu
Konst i Halland je regionální informační centrum, které provozuje Hallands Konstmuseum jménem a ve spolupráci s Regionem Halland. Konst i Halland se zabývá otázkami rozvoje v oblasti výtvarného a scénického umění v Hallandu. Děje se tak ve spolupráci s umělci a samosprávou Hallandu - politiky, úředníky, spolky a veřejností se zájmem o umění. Středisko pořádá kurzy a další vzdělávání pro různé cílové skupiny. Děti a mladí lidé jsou povzbuzováni k poznávání umění a vlastní tvořivosti a k navazování kontaktů s profesionálními umělci.
Konst i Halland pracuje v projektové formě mimo jiné s uměleckými rezidencemi, koncerty a mezinárodními výměnami umělců a účastní se regionálních, národních a mezinárodních sítí. 